# 叶楚伧
葉楚傖（1887年10月14日—1946年2月15日），原名宗源，字卓書，別字小鳳，江蘇省吳縣周庄镇人，祖籍吳江。中華民國政治人物，南社诗人、报人、作家，教育家。

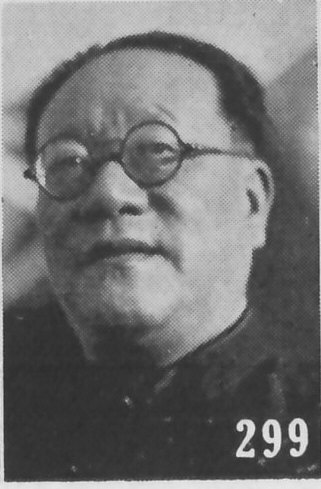
叶楚伧

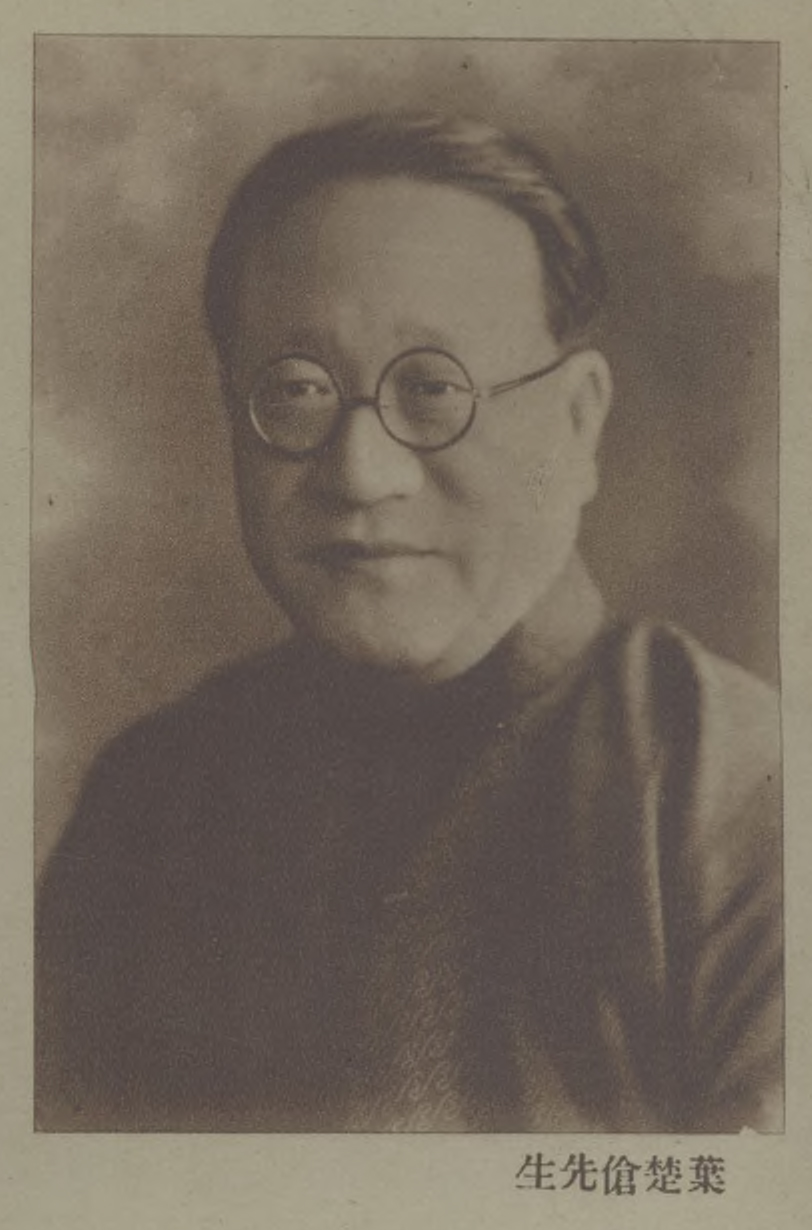

## 生平
1887年10月14日，葉楚傖生於吳縣周庄镇。曾祖父葉杏江在朝做官，祖父葉厚甫在家鄉開設葉太和醬園，做醬菜生意。父親葉鳳巢不善經營導致生意每況愈下，經營慘澹。1898年，母親早逝，父親再婚後，他和妹妹被小姨接到家中照顧。1902年，參加鄉試、府試均名列前茅，但因學制改革開始，於是放棄科舉。1903年，考入上海南洋公學，只讀了一個學期便轉入南潯的潯溪公學。入學沒多久便爆發學潮，公學解散，葉楚傖返回吳縣。1904年，入蘇州江蘇高等學堂，清政府規定高等學堂的畢業生都可視為舉人，按照成績授予相應職位。1907年，畢業，因為當時校外傳謠，學校收受賄賂徇私舞弊，導致學生不滿。有學生毆打了舞弊的學校監督，學校當局誣陷葉楚傖煽動學生，並禀報江蘇巡撫將他逮捕。後由葉楚傖的老師陶小沚出面保釋他出來。
1908年，同鄉陳去病因病辭任《中華新報》主筆，便推薦葉楚傖接任此職，於是從上海到汕頭任職，在這裡他認識了一位至交好友林一厂。1909年春，報社社長謝逸橋和謝良牧的介紹下加入同盟會。冬，回鄉。1910年，帶著妻兒回到汕頭，並組織詩鐘社、加入南社。1912年，與柳亞子在上海創辦《太平洋日報》任總編，兼《民立報》副刊主編。《民立報》被查封後，自己經營《新生活報》。1916年，與邵力子共同創辦《民國日報》任總編輯，兼復旦大學中國文學科主任。1919年，五四運動時，他和邵力子經常去上海各大學演講宣傳，而且協助學生建立全國學聯。1925年11月，與謝持、鄒魯等人一起參加西山會議。1926年，聲明退出西山會議派，到廣州參加國民黨第二次全國代表大會，代理中央政治委員會秘書長，參加北伐。
1927年，任上海臨時政治委員會委員、江蘇省政治委員會委員兼建設廳長。7月，到南京政府代理工人部長。寧漢合流後，到南京任中央特別委員會候補委員兼秘書長。1928年，任中央財務委員兼江蘇省黨務指導委員1929年3月，被選為第三屆中央執行委員兼中央黨部宣傳部長。1930年3月，繼鈕永建任江蘇省政府委員兼江蘇省主席。1931年，辭任，年末當選第四屆中央執行委員會祕書長。1934年，任國立中央大學教授。
1935年，國民政府委員、第五屆中央執行委員兼中央黨部祕書長。1936年，國民政府改組後任立法院副院長、中央銀行理事、江蘇省農民銀行監理委員會主席、商辦江南鐵路公司董事。
抗战之前的1936年，叶曾协助王焕镳撰写关于南京的《首都志》，并署书名。
1937年8月15日和8月26日，中大遭受日軍轟炸，葉楚傖後校長羅家倫委任到重慶建設校舍。
1945年抗戰結束後，他擔任國民黨中央特派蘇浙皖三省、京滬两市宣慰使。1946年2月15日，病逝於上海大西路市立療養院，葬於蘇州靈巖山，文化大革命後遷葬東山華僑公墓。
周庄镇的叶楚伧故居是苏州市文物保护单位。